# 2016-os angol labdarúgó-ligakupa-döntő
A 2015–16-os Capital One Cup döntőjét 2016. február 28-án a londoni Wembley Stadionban játszotta a Liverpool és a Manchester City. A Manchester City nyerte a ligakupát, miután 1–1-es rendes játékidőt követően, tizenegyesekkel legyőzte a Liverpoolt. Ezzel megszerezték a 4. ligakupa-győzelmüket.

## A mérkőzés
Az első félidőben nem ment egyik félnek sem a játék, de két momentumot azért történt. Sergio Agüero szép megmozdulás végén lőtt egy kapufát, a lesérült Mamadou Sakho helyére beállt Kolo Touré pedig többször is szembe találta magát testvérével, Yayával. A félidőt követően Agüero kihagyott két helyzetet, ám közben adott egy gólpasszt Fernandinhónak, de ebben a találatban hatalmas érdemeket szerzett a labdát a hóna alatt átengedő Simon Mignolet is.
A hajrában némi szerencsével Coutinho egyenlíteni tudott. Jöhetett a hosszabbítás, de csak azért, mert Simon Mignolet kétszer is megmentette csapatát a góltól, meg kissé saját renoméját is. A hátralévő időben mindkét kapus bemutatott egy-egy bravúrt, a csoda lelkes James Milner majdnem adott véletlenül egy gólpasszt Agüerónak, de gólt már nem láthattunk. A büntetőpárbajban a Manchester City bizonyult jobbnak. Willy Caballero három lövést is hárított, míg Mignolet csak egyet.

### Részletek
| 2016. február 28. 16:30 (CET) |

| Liverpool                  | 1–1             | Manchester City                |
| -------------------------- | --------------- | ------------------------------ |
| Coutinho 83'               | (0–0, 1–1, 1–1) | 49' Fernandinho                |
| Büntetőpárbaj              |                 |                                |
| Can Lucas Coutinho Lallana | 1–3             | Fernandinho Navas Agüero Touré |

| Wembley Stadion, London (Anglia) Nézőszám: 86 206 Játékvezető: Michael Oliver |

| Liverpool | Manchester City |

| GK           | 22 | Simon Mignolet    |      |     |
| RB           | 2  | Nathaniel Clyne   | 53'  |     |
| CB           | 21 | Lucas Leiva       |      |     |
| CB           | 17 | Mamadou Sakho     |      | 25' |
| LB           | 18 | Alberto Moreno    | 65'  | 72' |
| CM           | 14 | Jordan Henderson  |      |     |
| CM           | 23 | Emre Can          | 85'  |     |
| RW           | 7  | James Milner      |      |     |
| AM           | 11 | Roberto Firmino   |      | 80' |
| LW           | 10 | Philippe Coutinho | 83'  |     |
| CF           | 15 | Daniel Sturridge  |      |     |
| Cserék:      |    |                   |      |     |
| GK           | 34 | Bogdán Ádám       |      |     |
| DF           | 4  | Kolo Touré        |      | 25' |
| DF           | 38 | Jon Flanagan      |      |     |
| MF           | 20 | Adam Lallana      | 118' | 72' |
| MF           | 24 | Joe Allen         |      |     |
| FW           | 9  | Christian Benteke |      |     |
| FW           | 27 | Divock Origi      |      | 80' |
| Menedzser:   |    |                   |      |     |
| Jürgen Klopp |    |                   |      |     |

| GK                | 13 | Wilfredo Caballero |      |     |
| RB                | 3  | Bacary Sagna       | 90'  |     |
| CB                | 4  | Vincent Kompany    | 87'  |     |
| CB                | 30 | Nicolás Otamendi   | 109' |     |
| LB                | 22 | Gaël Clichy        |      |     |
| CM                | 6  | Fernando           | 76'  | 90' |
| CM                | 42 | Yaya Touré         | 118' |     |
| RM                | 25 | Fernandinho        | 119' |     |
| AM                | 21 | David Silva        | 110' |     |
| LM                | 7  | Raheem Sterling    |      |     |
| CF                | 10 | Sergio Agüero      |      |     |
| Cserék:           |    |                    |      |     |
| GK                | 1  | Joe Hart           |      |     |
| DF                | 5  | Pablo Zabaleta     | 90'  |     |
| DF                | 11 | Aleksandar Kolarov |      |     |
| DF                | 26 | Martín Demichelis  |      |     |
| MF                | 15 | Jesús Navas        | 90'  |     |
| FW                | 14 | Wilfried Bony      | 110' |     |
| FW                | 72 | Kelechi Iheanacho  |      |     |
| Menedzser:        |    |                    |      |     |
| Manuel Pellegrini |    |                    |      |     |